# آلفرد جی. بیلز
آلفرد جی. بیلز (انگلیسی: Alfred J. Billes) (زاده ۱۹۰۲ - درگذشته ۱۹۹۵) کارآفرین، بازرگان و مدیر ارشد اجرایی کانادایی بود، که در سال ۱۹۲۲ شرکت کانیدین تایر را تأسیس نمود.